# Fundamentos do Marxismo-Leninismo
Fundamentos do Marxismo-Leninismo é um livro de Otto Ville Kuusinen. A obra é considerada uma das obras fundamentais sobre o materialismo dialético e sobre o comunismo leninista. O livro continua importante para a compreensão da filosofia e da política da União Soviética; consolida o trabalho de contribuições importantes para a teoria marxista. Ele foi banido do acervo da Fundação Palmares.